# Декарм, Йоахим
Йоахим (Йо) Декарм (нем. Joachim (Jo) Deckarm, род. 19 января 1954, Саарбрюккен) — западногерманский гандболист, полусредний. Участник летних Олимпийских игр 1976 года, чемпион мира 1978 года.

## Биография
Йоахим Декарн родился 19 января 1954 года в саарском городе Саарбрюккен (сейчас в Германии).
Первоначально занимался лёгкой атлетикой. В 1971 году стал чемпионом ФРГ среди юниоров в пятиборье.
В 1971 году перешёл в гандбол. Играл за «Гуммерсбах», в составе которого трижды становился чемпионом ФРГ (1974—1976), завоёвывал Кубок европейских чемпионов (1974) и Кубок обладателей кубков по гандболу (1978).
В 1976 году вошёл в состав сборной ФРГ по гандболу на летних Олимпийских играх в Монреале, занявшей 4-е место. Играл в поле, провёл 6 матчей, забросил 28 мячей (7 в ворота сборной СССР, 6 — Дании, 5 — Канаде, 4 — Польше, по 3 — Японии и Югославии).
В течение карьеры провёл за сборную ФРГ 104 матча, забросил 381 мяч.

### Травма и восстановление
30 марта 1979 года в Татабанье, играя за «Гуммерсбах» в матче Кубка обладателей кубков против венгерской «Татабаньи», Декарм, приняв передачу, мощно выпрыгнул в сторону ворот, столкнулся с соперником Лайошем Пановичем, упал на спину, ударился головой о пол с тонким покрытием на цементной основе и потерял сознание.
Срочно была организована медицинская помощь. Спасти жизнь Декарма помогло то, что матч смотрел по телевизору невропатолог Петер Пенков. Увидев, какое повреждение получил немецкий гандболист, он понял, что медики, присутствовавшие на игре, не смогут организовать квалифицированную помощь. Он быстро собрал врачей и отправился в зал, чтобы как можно быстрее доставить Декарма в будапештскую клинику Святого Иоанна.
У Декарма диагностировали двойной перелом основания черепа, множественные гематомы и разрывы оболочки головного мозга. Некоторые газеты в ФРГ сообщили о смерти гандболиста.
Вскоре в Будапешт вылетели два немецких специалиста по нейрохирургии, которые совместно с венгерскими врачами через месяц стабилизировали состояние Декарна, после чего его перевезли в больницу Кёльнского университета. Гандболист вышел из комы через 131 день, а из больницы был выписан только в 1982 году.
Травма сильно повлияла на здоровье Декарма: он не мог двигаться и говорить. Его реабилитацией ежедневно в течение 13 лет до своей смерти в 1995 году занимался тренер Вернер Хюртер, который впервые привёл Йоахима в гандбольную секцию. Он заставлял его плавать, выполнять физические упражнения и играть в шахматы, поддерживал его мотивацию. В итоге Декарму удалось восстановить часть функций организма: он ясно мыслит, тренируется по 24 часа в неделю, посещает футбольные матчи с участием дортмундской «Боруссии», общается с журналистами.
Вплоть до конца 2010-х годов жил с семьёй, но затем перебрался в учреждение, где обеспечивают специальный уход.
Декарм поддерживает дружеские отношения с Пановичем, после того как в 1993 году приехал к нему в гости в Татабанью. В 2004 году они получили награду Международного комитета честной игры.

## Увековечение
В 2013 году был введён в Зал славы немецкого спорта.